# Tuonelas svan

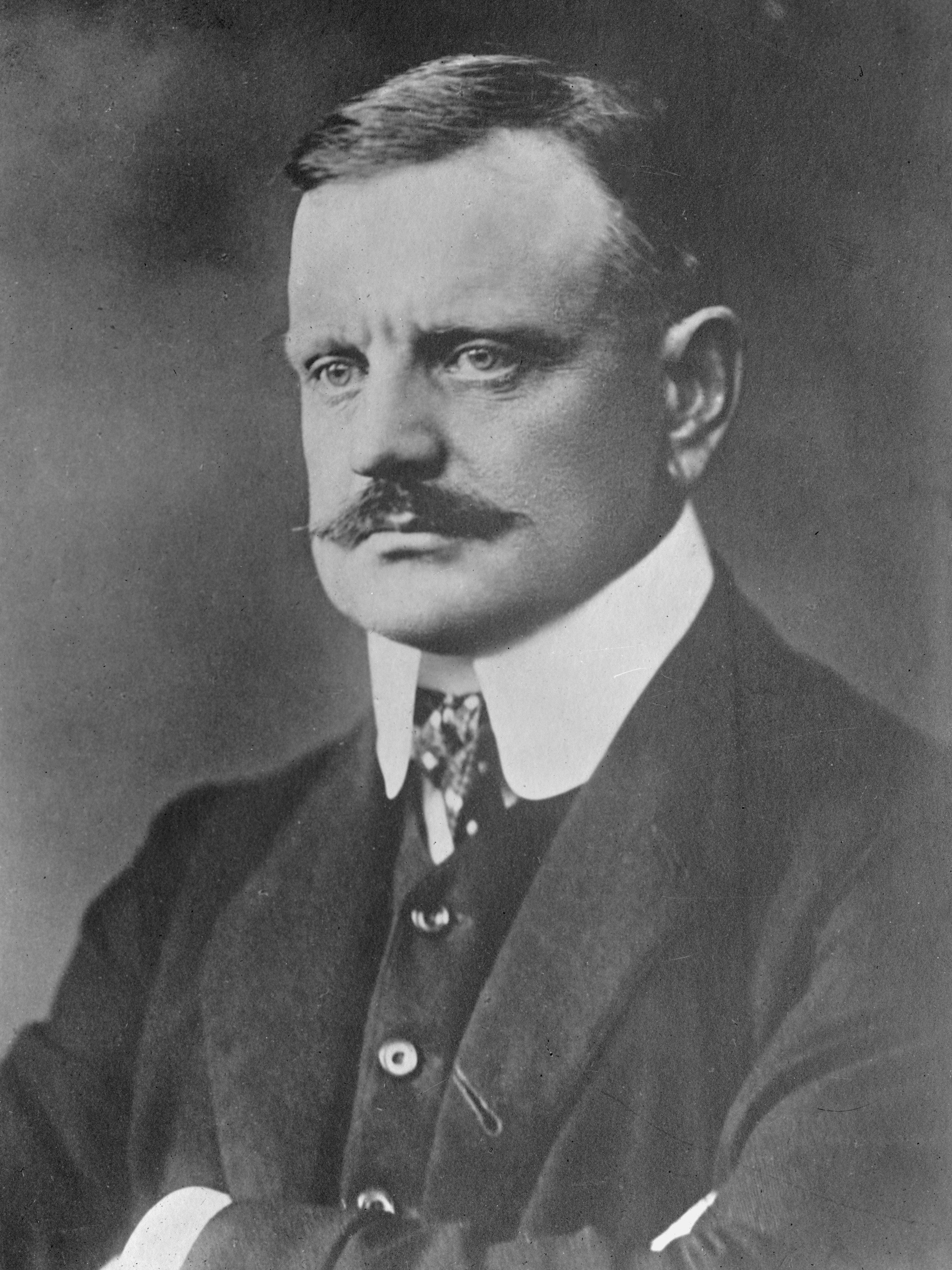
Jean Sibelius

Tuonelas svan är en symfonisk dikt av Jean Sibelius. Den ingår i Lemminkäinen-svit (Fyra legender) för orkester, op. 22 och bygger på det finländska nationaleposet Kalevala. Tuonelas svan var ursprungligen tänkt som ouvertyr till den aldrig fullbordade operan Båtens skapelse. Operan blev aldrig verklighet men under det förberedande arbetet hade Sibelius levt sig så in i Kalevalas mytologiska värld att resultatet blev en stor Lemminkäinen-cykel för orkester. Operaförspelet (1893), som redan var komponerat, kallade han Tuonelas svan och lät det ingå som tredje del i sviten. Hela arbetet uruppfördes 1896 men Sibelius reviderade verket 1897 och 1900. I den finska folkdikten är hjälten den djärve och sorglöse Lemminkäinen, vars liv är en segerrik kamp mot onda makter.
Tuonelas svan är en stämningsbild från de dystra trakterna kring Tuonelaälven (dödsälven) och skildrar skådeplatsen för det drama som utspelas då Lemminkäinen, för att vinna Pohjalas dotter, måste skjuta den svarta svan som simmar i älven. I partituret står angivet:
"Tuonela, de dödas rike, är omgivet
av en bred och strid älv, på vars
yta Tuonelas svan färdas majestätiskt
glidande och sjungande sin dystra klagan."
I verket hörs inga ljusa toner. Engelskt horn är det melodibärande instrumentet som karaktäriserar svanens monotona sång, medan bakgrunden i huvudsak består av violiner som nästan hela tiden är delade i åtta självständiga stämmor.